# Stephen Malkmus
Stephen Malkmus, nato Stephen Joseph Malkmus e conosciuto anche con lo pseudonimo di SM (Santa Monica, 30 maggio 1966), è un cantante e chitarrista statunitense, giunto al successo, negli anni novanta, come leader e fondatore della band indie rock Pavement.
Nel 2000, dopo la separazione del gruppo, si avviò ad una carriera solista accompagnato dalla band The Jicks e pubblicando diversi album.

## Biografia
Nato a Santa Monica (California) e figlio di un agente assicurativo, all'età di 8 anni, Malkmus si trasferì con tutta la famiglia a Stockton dove svolse gli studi presso la Cate School prima e alla Tokay High School poi. A 16 anni, trascorse un'intera notte in carcere per aver consumato alcol e poi urinato nei cespugli e camminato sui tetti di diverse case residenziali. Rimesso in libertà vigilata, venne poi anche espulso da scuola.
Iniziò a maneggiare la chitarra cercando di suonare sui dischi di Jimi Hendrix e poi, durante il periodo liceale, si unì a diverse band punk di Stockton come, ad esempio, i Bag O Bones, The Straw Dogs e i Crisis Alert. Dopo la laurea seguì le orme del padre frequentando l'Università della Virginia, dove si laureò in storia. Durante questo periodo si impegna anche come disc jockey per la stazione radio del college (la WTJU) dove fa la conoscenza di David Berman con cui, più tardi, avrebbe collaborato nei Silver Jews. Alla fine del 1980, trovò un impiego come guardia giurata al Whitney Museum of American Art di New York, assieme a Berman e al futuro Pavement, Bob Nastanovich.
Nel 1989, assieme al suo amico d'infanzia Scott "Spiral Stairs" Kannberg forma i Pavement, adottando lo pseudonimo di SM e divenendo il cantante, chitarrista e principale songwriter del gruppo. Nati come progetto da studio e poi divenuti una vera e propria band, i Pavement debuttarono nel 1992 con l'EP Slay Tracks (1933-1969) per poi pubblicare, nel corso della loro decennale carriera, altri cinque album, otto EP e undici singoli, prima di separarsi nel 1999.
Parallelamente all'attività con i Pavement, Malkmus collaborò anche con i Silver Jews di David Berman, partecipando alla registrazione di Starlite Walker, album di debutto della band, pubblicato nel 1994 dalla Drag City. Con loro tornerà poi a collaborare sia nel terzo disco, American Water (del 1999), che nel quinto, intitolato Tanglewood Numbers e uscito nel 2005.
Nel 1997, assieme a Andy Cohen (voce e chitarra), Tim Midgett (voce e basso) e Michael Dahlquist (batteria), già nei Silkworm, Malkmus formò i Crust Brothers, band con cui ha pubblicò un unico album live, intitolato Marquee Mark. Uscito nell'ottobre del 1998, il disco è una registrazione dal vivo di un concerto di beneficenza per il Washington Wilderness Coalition, tenutosi al Crocodile Cafe di Seattle il 5 dicembre del 1997 e in cui la band si esibì suonando solo ed esclusivamente cover di altri artisti (di cui sette di Bob Dylan).
All'inizio del 1999 partecipò al progetto Kim's Bedroom, un super-gruppo che comprendeva, oltre a Malkmus, anche Kim Gordon, Thurston Moore e Jim O'Rourke dei Sonic Youth e il batterista giapponese Ikue Mori. La band non ha mai pubblicato un album, esibendosi solo in alcuni spettacoli dal vivo.
Nel 2000, subito dopo la separazione dei Pavement, Malkmus diede il via alla sua carriera solista con il progetto Stephen Malkmus and the Jicks, debuttando con un album intitolato semplicemente Stephen Malkmus, pubblicato dalla Matador Records il 13 febbraio 2001. A questo seguirono altri sei lavori: Pig Lib nel 2003, Face the Truth nel 2005, Real Emotional Trash nel 2008,  Mirror Traffic nel 2011, Wig Out At Jagbags nel gennaio del 2014 e Sparkle Hard nel 2018.
Nel maggio 2023 ha fondato il supergruppo The Hard Quartet assieme a Matt Sweeney, Jim White, e Emmett Kelly, con cui pubblica l'esordio omonimo l'anno seguente.

## Vita privata
Dopo lo scioglimento dei Pavement, Malkmus si è trasferito a Portland, dove ha incontrato la sua attuale moglie, l'artista Jessica Jackson Hutchins, da cui ha avuto due figlie: Lottie (nata nel 2004) e Sunday (nata nel 2007). Malkmus è un appassionato di sport: praticante di golf, tennis e softball (gioca come seconda base per la Disjecta, squadra di softball di Portland) e tifoso dell'Hull City, club di calcio inglese.

## Discografia

### Album da solista
- 2019 - Groove Denied
- 2020 - Traditional Techniques

### Album con i Pavement
- 1992 - Slanted and Enchanted
- 1994 - Crooked Rain, Crooked Rain
- 1995 - Wowee Zowee
- 1996 - Brighten the Corners
- 1998 - Terror Twilight

### Album con i Crust Brothers
- 1998 - Marquee Mark

### Album con i Silver Jews
- 1994 - Starlite Walker
- 1998 - American Water
- 2005 - Tanglewood Numbers

### Album con i Jicks
- 2001 - Stephen Malkmus
- 2003 - Pig Lib
- 2005 - Face the Truth
- 2008 - Real Emotional Trash
- 2011 - Mirror Traffic
- 2014 - Wig Out At Jagbags
- 2018 - Sparkle Hard

### Album con i Von Spar
- 2021 - Can's Ege Bamyasi

### Album con i The Hard Quarted
- 2024 - The Hard Quartet